# Щербина, Василий Васильевич
Василий Васильевич Щербина (1914—1942) — командир разведывательно-диверсионного партизанского отряда, действовавшего на территории Витебской и Минской областей, майор. Герой Советского Союза (1943).

## Биография
Родился 9 апреля 1914 года на станции Никитовка Донецкой области в семье шахтёра.
Окончил фабрично-заводское училище, работал слесарем на шахте Узловая.
В Красной Армии с 1934 года, окончил с отличием Одесское военное училище, в котором продолжил службу командиром курсантского взвода, а затем заместителем командира роты.
Член ВКП(б) с 1939 года.
Перед войной учился в спецшколе НКВД.
После начала Великой Отечественной войны в составе группы из четырёх человек был направлен за линию фронта, сумел организовать группу помощников в районе Полоцка (собиравших оружие и боеприпасы на местах боевых действий). В июле 1941 года вышел в расположение партизанского отряда А. П. Бринского, который находился в деревне Гурец на границе Минской и Витебской областей БССР.
После того, как Щербина доставил в отряд собранное под Полоцком оружие (два станковых пулемёта, ручной пулемёт, несколько винтовок, патроны и гранаты), он был назначен помощником командира партизанского отряда.
Занимался организацией разведки, в составе группы партизан участвовал в операциях на автодорогах Борисов - Лепель и Бегомль - Лепель (в ходе которых были подбиты несколько автомашин) и операции в деревне Острова-Лепельские (в ходе которой партизаны отряда бесшумно сняли часового и забросали гранатами подразделение гитлеровцев, остановившихся на ночлег в здании сельской школы).
Разработал план атаки на районный центр Холопеничи, в результате которой немецко-полицейский гарнизон был разгромлен.
В феврале 1942 года перешёл через линию фронта к своим.
В марте 1942 года десантирован в немецкий тыл во главе диверсионно-разведывательной группы 5 человек.
Отряд собирал и передавал разведданные о противнике, уничтожил 11 мостов, 14 эшелонов, осуществил более 20 других диверсий на железной дороге.
23 сентября 1942 года погиб в результате взрыва во время осмотра новых мин.
20 января 1943 года за образцовое выполнение боевых заданий в тылу врага и особые заслуги в развитии партизанского движения в Белоруссии майору Щербине Василию Васильевичу присвоено звание Героя Советского Союза посмертно.
Похоронен В. В. Щербина в городе Воложин, на площади Свободы.

## Награды
- Герой Советского Союза (посмертно)
- Орден Ленина

## Память
Имя В. Щербины носит улица г. Воложина, возле школы № 1 установлен бюст.
В Воложине — мемориальный знак (звезда) на площади Свободы, где похоронены 160 советских бойцов, в том числе В. Щербина.
9 мая 2023 года в торжественной обстановке на территории средней школы № 2 в Воложине состоялась церемония открытия памятника Герою Советского Союза Василию Васильевичу Щербине.